# La tarantola va in Brasile
La tarantola va in Brasile è un album discografico di Antonio Infantino pubblicato nel 1979.

## Descrizione
Musicalmente, l'album è una fusione tra i suoni etnici dell'Italia meridionale e del Brasile, dove Infantino si era trasferito per un certo periodo. I testi costituiscono un concept album che celebra gli usi e costumi brasiliani (Carnaval, Paradiso tropicale, 5 stelle, Scuola di samba) ma anche lati negativi come l'urbanizzazione sfrenata (La palma e il grattacielo) e la violenza nel mondo del calcio (... O futtboll, La partita è finita), con un epilogo sullo spopolamento delle aree più povere a causa dell'emigrazione (Addio amor). 
Carnaval è stata la sigla d'apertura del programma sportivo "Calcio spettacolo brasiliano", con la telecronaca di Mario Mattioli. In 5 stelle Infantino duetta con Fafá de Belém, una delle voci femminili più note della música popular brasileira. Asa branca è una rivisitazione del brano portato al successo da Luiz Gonzaga.

## Tracce
Testi e musica di Antonio Infantino, eccetto dove indicato
Lato A
1. Superstrada degli immigranti
2. Carnaval
3. Paradiso tropicale
4. ... O futtboll
5. 5 stelle
6. Padre nostro

Lato B
1. E canto
2. Asa branca (Antonio Infantino, Humberto Teixeira, Luiz Gonzaga)
3. Scuola di samba
4. La palma e il grattacielo
5. La partita è finita
6. Addio Amor (Antonio Infantino, Dario Fo, Enzo Del Re)

## Formazione
- Antonio Infantino - voce, chitarra
- Rodolfo "Rudy" Grani Jr. - basso elettrico, chitarra
- Eduardo "Dudù" Portes De Souza - percussioni
- Eduardo Edù" Rocha - percussioni
- Josè "Papete" De Ribamar Viana - quica, birimbao
- Emílio "Queiroz" Carrera - piano, organo
- Carlos "Carlao" Alberto De Souza, Sergio "Mineiro" Werneck Muniz - archi
- Marcio "Marchinho" Werneck Muniz - sax tenore, flauto
- Fafá de Belém - voce